# Джил Барнет
Джил Барнет (на английски: Jill Barnett) е американска писателка на бестселъри в жанра исторически и съвременен любовен роман.

## Биография и творчество
Джил Барнет е родена на 17 юни 1949 г. в Хоторн, Калифорния, САЩ. Израства в Южна Калифорния, но като девойка прекарва много време през лятото във фермата на баба си и дядо си в Тексас, където чете много романси и става запален читател за цял живот.
Учи в частен арт колеж и завършва с бакалавърска степен по история. След завършването си работи като възпитателка и учителка на различни работни места. В една от празнините между работните места в средата на 80-те започва да учи за магистърска степен по история с цел да пише учебници за историята. Но тогава забременява, след много години опити за това. Известно време след това, жонглирайки между семейството си, дъщеря си и училището, решава да промени живота си и да се посвети на писателската си кариера.
През 1988 г. продава първия си романс „The Heart's Haven“, който е публикуван през 1990 г. и веднага става бестселър. В продължение на 13 години пише исторически романси с характерния за нея хумористичен стил.
През 1995 г. при нещастен случай умира съпругът ѝ Крис, докато тя работи по романса „Carried Away“. Въпреки скръбта и с подкрепата на приятелите тя продължава да пише. През 1996 г. се мести на остров до Сиатъл.
В началото на новия век се насочва и към жанра на съвременния романс.
Макар и немного на брой произведенията на Джил Барнет почти винаги са в списъците на бестселърите на „Ню Йорк Таймс“. Те са преведени на повече от 20 езика и са издадени в над 7 милиона екземпляра.
През 1996 г. книгата ѝ „Carried Away“ е удостоена с награда за най-добър викториански исторически романс на годината. През 1995 г. и през 1999 г. е удстоена с награда за цялостно творчество за нейните исторически романси от списание „Romantic Times“. Носител е и на Националната награда на „Waldenbook“.
Джил Барнет живее в Бейнбридж Айланд, щат Вашингтон.

## Произведения

### Самостоятелни романи
- The Heart's Haven (1990)
- Surrender a Dream (1991)
- Just a Kiss Away (1991)
- Imagine (1995)
- Carried Away (1996)
- Sentimental Journey (2001)
- The Days of Summer (2006)
- New Beginnings (2008)
- Bridge To Happiness (2010)
- In the Mood (2011)

### Серия „Омаен“ (Bewitching)
1. Bewitching (1995)
2. Dreaming (1994)

### Серия „Средновековна трилогия“ (Medieval Trilogy)
1. Wonderful (1997)
Лудетина, изд. ИК „Ирис“ (2010), прев. Павел Боянов
2. Wild (1998)
3. Wicked (2010)
Проклетникът, изд. ИК „Ирис“ (2002), прев. Славянка Мундрова-Неделчева

### Серия „Трите сестри“ (Three Sisters Trilogy)
1. Daniel and the Angel (2011)
2. A Knight in Tarnished Armor (2011)

### Новели
1. Boxing Day (2011)
2. Fall From Grace (2011)

### Сборници
- A Holiday of Love (1994) – с Джуд Девро, Арнет Лем и Джудит Макнот
- Midsummer Night's Madness (1995) – с Илейн Кофман, Алексис Харингтън и Соня Симоне
- A Stockingful of Joy (1997) – с Жюстин Деър, Сюзън Кинг и Мери Джо Пътни
- That Summer Place (1998) – с Деби Макомбър и Сюзън Уигс
- A Season in the Highlands (2000) – с Пам Байндър, Патриша Кабът, Джералдин Доусън и Джуд Девро
- Private Paradise / Island Time / Old Things (2008) – с Деби Макомбър и Сюзън Уигс
- Jewels of Historical Romance (2013) – с Нет Блеър, Черил Болен, Лусинда Брант, Глинис Камбъл, Таня Ан Кросби, Колийн Глийсън, Даниеле Хармън, Бренда Хаят, Лорън Роял, Лорин Витиг и Синтия Райт